# 駿河侵攻
駿河侵攻（日语：／ Surugashinkō）是日本戰國時代的合戰。由甲斐國戰國大名武田信玄在永祿11年（1568年）侵攻駿河國今川氏領國為開端。

## 戰國時期的甲駿關係和地域情勢
在戰國時期，甲斐武田氏、駿河今川氏、以及相模國的後北條氏是對立關係。而甲斐國內更是陷入混亂狀態，不過後來由守護武田信虎時期達成統一，信虎與駿河守護今川氏親成立甲駿同盟。天文6年（1537年），信虎的女兒定惠院成為今川義元的正室，雙方結成婚姻同盟。
天文10年（1541年）6月，武田晴信（信玄）把父親信虎流放到駿河並成為國主，並在駿河今川義元時期強化同盟，甲駿之間的外交由武田一族兼甲斐南部河內領主的國人眾穴山氏仲介。另一方面，甲駿同盟的成立引發今川和北條之間爭奪駿河富士郡的戰事（河東一亂），不過武田氏在天文13年（1544年）與北條氏結成甲相同盟，並擔任今川和北條之間的中間人，於是發展為三國同盟關係（甲相駿三國同盟）。
武田在結成三國同盟後，正式開始信濃侵攻並與越後上杉氏對決（川中島之戰），而今川則在西三河地方與尾張的織田氏鬥爭，於北關東地方與上杉對決的北條基於甲相同盟，於是與武田互相出兵支援等，三國皆以同盟為背景，展開軍事行動。
武田的信濃侵攻以在永祿4年（1561年）的第四次川中島之戰為契機而結束，並在這段時期開始侵攻西上野，以及永祿8年（1565年），信玄四男諏訪勝賴（武田勝賴）迎與今川對立的織田信長的養女為正室並結成同盟等，對外方針亦出現變化，三國同盟開始出現裂縫。
另一方面，今川義元在永祿3年（1560年）5月19日侵攻尾張途中，於桶狹間之戰中敗死，義元的兒子氏真成為當主後，三河國的松平元康（後來的德川家康）與織田氏結盟並離反等，今川氏領國受到很大動搖。
武田在永祿10年（1567年），發生迎義元的女兒嶺松院為正室的嫡男義信被廢嫡的事件（義信事件）。甲駿關係惡化。同年（在壽桂尼於3月死後），武田氏離間今川家臣並與德川氏連結，12月，開始侵攻駿河。

## 第一次駿河侵攻
武田信玄在決定侵攻駿河後，向相模北條氏政提議瓜分今川領地，但是因為氏政的生母是氏真的祖父今川氏親的女兒，於是氏政拒絕。因此信玄與德川家康結成瓜分今川領地的密約，大井川以東屬於武田氏，西部則由德川氏攻取。
12月6日，信玄率1萬2千軍勢開始侵攻駿河，對此，氏真令重臣庵原忠胤以1萬5千軍勢迎撃。武田軍開始進軍後，沒有與今川軍戰鬥，並開始撤退，原因被認為是因為此戰是今川家臣團報仇的合戰，於是對氏真的力量感到不安，信玄對今川氏的有力家臣瀨名信輝、朝比奈政貞、三浦義鏡、葛山氏元等人誘降，結果，有21名武將與信玄內通（薩埵峠之戰）。
因此，今川軍在沒有戰鬥的情況下敗北，12月13日，武田軍進入駿府，駿府城的支城愛宕山城和八幡城亦被武田軍攻下，於是氏真前往投靠遠江掛川城的朝比奈泰朝。此時，氏真的正室早川殿（北條氏康的女兒）和侍女連轎都沒能乘上，並徒歩逃走。信玄對北條氏説明「越後（上杉氏）和駿河（今川氏）一樣想令武田氏滅亡的事情艮確，於是討伐今川氏」（越と駿が示し合わせて武田氏を滅亡させようとしたことが明らかになったので今川氏を討つ），不過因為女兒徒歩逃走的慘況而被激怒的北條氏康決定破棄與武田氏的同盟，北條氏政接受氏真的援軍邀請，在12月12日向駿河派遣援軍，不過因為因為遲到而留在伊豆三島對陣。
12月13日，德川家康亦從三河侵攻遠江，並攻陷井伊谷城、白須賀城、曳間城（後來的濱松城），更在12月27日包圍掛川城。
永祿12年（1569年）1月26日，北條氏政為了救援今川氏而向薩埵山出兵，與武田軍在興津對陣。2月，信玄命河內領主穴山信君進攻富士郡的國人眾兼今川家臣富士氏的據點大宮城，不過因為北條軍阻礙等而敗退，同年3月13日，武田軍與已經封鎖薩埵峠的北條軍合戰，不過沒有分出勝負，武田信玄認敗撤退（薩埵峠之戰）。為了牽制北條氏，信玄與下總國的簗田氏、常陸國的佐竹氏、安房國的里見氏等關東諸氏連絡，但是沒有令北條氏撤兵，反而因為缺少兵糧以及與德川氏斷交等事，於是在4月28日，留下穴山信君在江尻城，主力從興津撤兵並返回甲府。
另一方面，信玄通過織田信長，嘗試與越後上杉氏和睦（甲越和與），同年2月至3月，將軍足利義昭向武田、上杉雙方發送御內書。
與德川氏之間因為在正月8日，武田家臣秋山虎繁（信友）等下伊那眾入侵遠江，於是雙方對立，不過在2月，雙方交換誓詞並試圖改善關係，並在4月7日邀請攻撃掛川城（該外交文書中使用了信玄的署名和花押，是書判狀的形式，在書札禮上屬於厚禮）。不過在同年5月，家康與武田斷絕關係並撤兵，家康在武田氏撤兵期間佔領駿府，5月17日，令堅守掛川城的氏真無血開城並降伏，這是因為北條氏的仲介，同時德川氏與北條氏締結同盟。
此後，氏真投靠氏政並逃到伊豆，迎氏政的嫡男國王丸（後來的北條氏直）為養子，並讓出駿河和遠江的支配權。
6月9日，北條氏政與上杉輝虎（上杉謙信）締結越相同盟。

## 第二次駿河侵攻
擊破今川軍卻沒能支配駿河的武田信玄在永祿12年（1569年）6月，率軍侵攻伊豆以牽制北條軍，並另外派兵侵攻駿河，攻略富士郡的要衝大宮城，成功支配富士郡。

## 第三次駿河侵攻
永祿12年（1569年）10月，信玄進攻阻礙駿河侵攻的北條氏政，但是氏政在小田原城徹底抗戰，連信玄都沒能攻下，於是在10月4日撤退。在撤退途中的10月6日，武田軍受氏政的弟弟北條氏照、北條氏邦等武藏國方面的北條軍攻撃，但是信玄在三増峠之戰中擊敗北條軍。
如此壓制北條軍的信玄在11月侵攻駿河，並攻陷横山城、蒲原城等，佔領駿府。永祿13年（1570年）1月，進入駿河西部，並攻下花澤城和德之一色城（後來的田中城），成功完全支配駿河。

## 影響
信玄的駿河侵攻成為三國同盟破裂的最終契機，東國的情勢亦大大改變。甲相同盟破裂，北條與上杉氏結成越相同盟，戰場遠及上野國、武藏國方面。關於與德川家康密約的大井川國境，亦因為信玄令重臣秋山虎繁侵攻德川領地，於是與德川氏的同盟織田氏敵對。因此，武田氏在東面被北條氏政、北面被上杉輝虎、南面被德川家康、西面被織田信長等強大勢力包圍，令信玄以上洛為目標的西上作戰要在甲相同盟回復後的元龜3年（1572年）10月才開始。
在駿河的舊今川領國和遠江等最遲成為武田領國的地域中，駿府的今川館被廢棄，並由穴山氏以庵原郡江尻城為本據，開始掌握當地。戰國大名今川氏的年貢收取方法被稱為「米方」和「代方制」。「米方」是指田方年貢，以知行宛行狀和知行安堵狀來表示米石高。「代方」是指田地年貢和其他課役，以寬文高來表示。武田氏從併合今川領國開始，直至滅亡時亦持續沿襲這種制度，武田氏滅亡後，領有駿河的三河國德川氏亦有沿襲。在武田勝賴時期，以長篠之戰的敗北為契機，引發領國動搖，因為武田氏滅亡而令領國支配不充分，於是這種制度消失。